# Trollhunters: Tales of Arcadia
Trollhunters: Tales of Arcadia (en España Trollhunters: Cuentos de Arcadia y en Hispanoamérica Trollhunters: Relatos de Arcadia, o simplemente Trollhunters) es una serie de animación por ordenador para televisión creada por Guillermo del Toro para Netflix y producida por DreamWorks Animation y Double Dare You. La serie está basada en la novela homónima escrita por Daniel Kraus y Guillermo del Toro y sigue la historia de James Lake Jr. (Jim), un adolescente que encuentra un misterioso amuleto y se topa con un reino secreto habitado por troles y otras criaturas mágicas. Poco después, él y sus amigos son encargados de proteger el mundo de los humanos de los peligrosos monstruos que se esconden en las sombras de su pequeña ciudad suburbana.
Los dos primeros episodios se presentaron en la New York Comic Con el 8 de octubre de 2016. La primera temporada se estrenó para todo el mundo a través del canal de streaming Netflix el 23 de diciembre de 2016. El 9 de febrero de 2017 se anuncia una segunda temporada de 13 episodios donde se intentará preservar la voz de Anton Yelchin con todo el material grabado antes de su fallecimiento. En noviembre de ese mismo año se anuncia que se estrenará la segunda parte el día 15 de diciembre. La tercera y última temporada se estrenó el 25 de mayo de 2018.
Es la primera entrega de la trilogía Trollhunters: Tales of Arcadia, seguida por 3Below en 2018, y concluyendo con Wizards en 2020.

## Argumento
Un chico de quince años llamado Jim Lakes encuentra un amuleto mágico que lo transforma en un guerrero con el título del Cazatroles, cazador de troles. De ese modo será el elegido para defender a los troles que viven en el mundo subterráneo de la ciudad de Arcadia, Mercadotrol, y luchar contra los gumgumns, los troles que comen carne humana y que intentan escapar de las llamadas "Tierras Oscuras" para acabar con la paz y conquistar el mundo humano.

### Temporada 1
Después de ser apodado el primer cazatroles humano, James 'Jim' Lake, a regañadientes, comienza a llevar una doble vida con su mejor amigo Tobias 'Toby' Domzalski a su lado, junto a los mentores trol Blinkous Galadrigal (Blinky) y Aarghamont (AAARRRGGHH!!!) Jim se enfrenta a la hostilidad y al resentimiento no solo de otros troles, sino también de otros humanos durante el horario escolar (cambiantes) tales como profesor Walter Strickler, el profesor Karl Uhl o Steve Palchuk (Jim tenía resentimiento por Steve porque el siempre lo molestaba, además Steve también estaba enomorado de Clara. Las aventuras de Jim y Toby se interrumpen cuando Clara Nuñez se ve arrastrada a la vida de los cazatroles en búsqueda de su hermano (Enrique nuñez) 

### Temporada 2
Jim se enfrenta a las repercusiones por sus acciones al entrar en las Tierras Oscuras. Blinky se ocupa de las viejas heridas familiares, mientras que el resto del Mercadotrol se ocupa de un posible topo entre ellos. Las cosas no se hacen más fáciles cuando Steve Palchuk y Eli Pepperjack comienzan a tropezar con la doble vida de Jim, además de las presiones de la escuela secundaria.

### Temporada 3
Es final de curso en la secundaria Arcadia: la doble vida de Jim ha pasado factura a su madre cuando Clara tiene problemas con una antigua hechicera llamada Morgana. La batalla final se avecina sobre el trío a medida que Jim y Clara comienzan a acercarse más en su relación, y la graduación está sobre ellos. Pero gracias a Merlín, Jim se convierte en trol para proteger la tierra.

## Reparto
| Personaje                                    | Actor Original                                                         | Actor de doblaje en Hispanoamérica                     | Actor de doblaje en España |
| -------------------------------------------- | ---------------------------------------------------------------------- | ------------------------------------------------------ | -------------------------- |
| James " Lake Jr.                             | Anton Yelchin (1ª-3ª Temp. hasta ep. 41) Emile Hirsch (3ª Temp. Resto) | Alan Velázquez                                         | Marc Gómez                 |
| Tobias "Toby" Domzalski                      | Charlie Saxton                                                         | Gerardo Alonso                                         | Marcel Navarro             |
| Claire Nuñez (Clara Nuñez en Hispanoamérica) | Lexi Medrano                                                           | Alondra Hidalgo                                        | Geni Rey                   |
| Blinkous "Blinky" Galadrigal                 | Kelsey Grammer                                                         | Humberto Solórzano                                     | Antonio Esquivias          |
| Aarghamount "AAARRRGGHH!!!"                  | Fred Tatasciore                                                        | Dafnis Fernández                                       | Ángel del Río              |
| Stricklander "Walter Strickler"              | Jonathan Hyde                                                          | José Luis Orozco                                       | Pep Ribas                  |
| Barbara Lake                                 | Amy Landecker                                                          | Laura Ayala                                            | Teresa Manresa             |
| Steven "Steve" Palchuk                       | Steven Yeun                                                            | Alejandro " Alex Orozco"                               | Marc Torrents Manresa      |
| Elijah Lesslie "Eli" Pepperjack              | Cole Sand                                                              | Gerardo Mendoza                                        | Ana Aznárez                |
| Zelda Nomura                                 | Lauren Tom                                                             | Mireya Mendoza                                         | Lara Ullod                 |
| Darci Scott                                  | Yara Shahidi                                                           | Fernanda Robles                                        | Teresa Manresa             |
| Draal                                        | Matthew Waterson                                                       | Daniel del Roble                                       | José García Tos            |
| Vendel                                       | Victor Raider-Wexler                                                   | Blas García                                            | Paco Gázquez               |
| Mary Wang                                    | Lauren Tom                                                             | Jocelyn Robles                                         | Lara Ullod                 |
| Bular                                        | Ron Perlman                                                            | Octavio Rojas                                          | Domenech Farell            |
| Gunmar                                       | Clancy Brown                                                           | José Lavat Pacheco †                                   | Joan Massotkleiner         |
| Entrenador Lawrence                          | Thomas F. Wilson                                                       | Leo García                                             | Juan Miguel Valdivieso     |
| Srta. Lenora Janeth                          | Laraine Newman                                                         | Gaby Cárdenas                                          | Gloria González            |
| Sr. Karl Uhl                                 | Fred Tatasciore                                                        | Sergio Gutiérrez Coto                                  | Juan Miguel Valdivieso     |
| Shannon Longhannon                           | Bebe Wood                                                              | Angélica Villa                                         | Teresa Manresa             |
| Gnomo Chompsky                               | Rodrigo Blaas                                                          | Ernesto Lezama                                         |                            |
| NoEnrique                                    | Jimmie Wood                                                            | Germán Fabregat                                        |                            |
| Kanjigar "el Valiente"                       | Tom Hiddleston (episodio 1) James Purefoy                              | José Gilberto Vilchis                                  | Dani Albiac                |
| Reina Usurna                                 | Anjelica Huston                                                        | Rebeca Manríquez                                       | Rosa Pastó                 |
| Dictatious Galadrigal                        | Mark Hamill                                                            | Irwin Daayán                                           |                            |
| Dr. Mario Muelas                             | Guillermo del Toro                                                     | Herman López                                           |                            |
| Angor Rot                                    | Ike Amadi                                                              | Idzi Dutkiewicz                                        | Jordi Royo                 |
| Otto Scaarbach                               | Tom Kenny                                                              | Luis Alfonso Mendoza Soberano †                        | Albert Trifol Segarra      |
| Nancy "Nana" Domzalski                       | Laraine Newman                                                         | Norma Iturbe                                           | Teresa Manresa             |
| Bagdwella                                    | Fred Tatasciore                                                        | Mauricio Pérez                                         | Teresa Manresa             |
| Morgana Le Fay                               | Lena Headey                                                            | Cony Madera                                            | Marina García Guevara      |
| Merlín                                       | David Bradley                                                          | Alfonso Ramírez † (2ª Temp.) Jorge Lapuente (3ª Temp.) | Miguel Ángel Jenner        |
| Douxie Casperan                              | Colin O'Donoghue                                                       | Héctor Emmanuel Gómez                                  | Roger Isasi-Isasmendi      |
| Detective Louis Scott                        | Ike Amadi                                                              | Óscar Flores                                           | Santi Lorenz               |
| Princesa Aja Tarron                          | Tatiana Maslany                                                        | Danann Huicochea                                       | Nerea Alfonso              |
| Príncipe Krel Tarron                         | Diego Luna                                                             | Víctor Ugarte                                          | Masumi Mutsuda             |
| Javier Nuñez                                 | Tom Kenny                                                              | Raymundo Armijo                                        | Juan Miguel Valdivieso     |
| Ophelia Nuñez                                | Andrea Nevado                                                          | Gabriela Guzmán                                        | Lara Ullod                 |

## TrollhuntersEstreno: Temporadas
| Temporada | Temporada | Episodios | Estreno                 |
| --------- | --------- | --------- | ----------------------- |
|           | 1         | 26        | 23 de diciembre de 2016 |
|           | 2         | 13        | 15 de diciembre de 2017 |
|           | 3         | 13        | 25 de mayo de 2018      |

## Producción
Inicialmente, del Toro imaginó la idea como una serie de televisión del acción en vivo; sin embargo, esto se consideró poco práctico debido a preocupaciones presupuestarias y, como resultado, convirtió la idea en un libro. DreamWorks luego planeó convertir el libro en un largometraje animado, que sería dirigido por Guillermo del Toro y Rodrigo Blaas. Finalmente, DreamWorks decidió convertirlo en una serie de televisión junto a Netflix. Rodrigo Blaas se convirtió en productor ejecutivo y director supervisor de la serie.
Del Toro modeló la sensibilidad del programa siguiendo el modelo de programas con los que creció, como Jonny Quest, identificándolos como 'realmente serios y  emocionalmente hermosos'. Con este fin, trató de convertir al personaje principal de Jim 'en ese molde de los 70' y 'realmente un muy buen chico', señalando que esta fue una lucha constante para expresarlo tanto a los escritores como a los actores. Finalmente, encontró a Anton Yelchin, quien personificaba esas cualidades, aunque, según dijo Del Toro, todavía le llevó algunas sesiones comprender completamente al personaje.
Al crear la narrativa del programa, del Toro notó que quería un 'viaje agridulce' para el personaje principal tratando con asuntos que la mayoría de esas 'fantasías de poder' no pudieron abordar, expresando que "Quería decir: 'Mira, estas en la escuela secundaria y puedes tener tus problemas. Luego obtienes todos estos poderes y entonces tienes un conjunto diferente de problemas. No hay tal cosa como un gran resultado final'".
Este es uno de los últimos proyectos de Anton Yelchin, ya que murió poco después de grabar la mayor parte del diálogo de su personaje. El productor, del Toro, se negó a reemplazar sus grabaciones, lo cual señaló que fue un desafío para los ingenieros de grabación del programa. De su decisión, del Toro declaró que el actor "estaba orgulloso de lo que hizo, y nosotros estábamos muy orgullosos de cómo lo hizo". Del Toro agregó que su experiencia como padre y la temprana edad de Yelchin también fueron factores que llevaron a la decisión.
El 28 de abril de 2017 la primera temporada de la serie fue galardonada con seis premios Daytime Emmy, uno para Rodrigo Blaas y Guillermo del Toro por la mejor dirección de un programa de animación, uno para Kelsey Grammer como mejor actor en un programa de animación, uno para Marc Guggenheim por el mejor guion, otro por el mejor casting y otros dos premios para los animadores Victor Maldonado y Mike Chaffe.

## Adaptación de la novela

### Cambios en los personajes
Los apellidos de los personajes principales fueron cambiados en su totalidad, asimismo algunos personajes fueron adaptados a partir de su argumento o en cuanto a su forma física; otros, en cambio, fueron omitidos, reemplazados o combinados por motivos argumentales, de tal forma:
- Jim Sturges Jr. es llamado Jim Lake Jr. Asimismo, Toby utiliza el alias de ''Jimbo'' para referirse a él (apodo que en la novela pertenece a su padre). En cuanto a su aspecto físico en la novela es mucho más bajo que el resto de su grupo de curso, incluso es más bajo que su mejor amigo Toby, sin embargo, en la serie es todo lo contrario. En cuanto a su personalidad, en la novela Jim se arma de valentía durante las noches de cacería, y sin embargo, no es capaz de demostrar esa misma valentía durante el día pues se comporta como un joven de bajo perfil que es acosado por un bully y, además, es sobreprotegido por su padre. En la serie, en cambio, es el propio Jim quien se demuestra como sobreprotector con su madre y Toby, e inclusive demuestra real valentía de forma prematura hacia el inicio de la historia al defender a un compañero de ser acosado, El es el novio de Clara Nuñez.

- Toby Dershowitz (alias Gordi) es llamado Tobias ''Toby o Tobes'' Domzalski. Asimismo, se abandona su apodo despectivo en referencia a su sobrepeso. En cuanto a su aspecto físico en la novela se lo describe como un chico alto y con sobrepeso, con pecas y cabello rojo difícil de peinar, rasgos atribuidos a su origen judío; aspecto no mencionado en la serie. En cuanto a su personalidad el personaje cuenta con un humor negro muy particular y destaca por usar de forma nerviosa muchas groserías frente a los adultos, siendo este último rasgo también eliminado de la serie.
- Claire Fontaine es llamada Claire Nuñez (nombre adaptado en el doblaje mexicano como Clara Nuñez). En la novela se la describe físicamente como una chica más alta que Jim, de cabello negro y con un marcado acento europeo, además de llevar una moda muy particular. En cuanto a su personalidad es popular pero no tiene amigos cercanos. En la serie se adapta la nacionalidad del personaje dado que en libro procede de Escocia y en la serie de México, además ella es la novia de Jim Lake Jr. y también se podría considerar la exnovia de Steve Palchuk.
- Steve Jorgensen-Warner es llamado Steve Palchuk. En cuanto a su personalidad en la novela es un personaje capaz de gran crueldad, mientras que en la serie es un personaje que crece psicologicamente a lo largo de la historia, pasando de ser un bully a convertirse en un personaje entrañable esto debido porque le hacía falta amigos y más que todo una novia. Además, no se explora su rol como atleta y más relevantemente, se elimina su origen trol, además se podría considerar el exnovio de Clara Nuñez y también es novio de Aja Tarron, aunque también a Aja se le puede considerar su esposa.

- Blinky (nombre adaptado en la traducción española de la novela como Ojitranco) es llamado como Blinkous "Blinky" Galadrigal, siendo en la novela un trol similar a un pulpo que cuenta con innumerables extremidades y ocho ojos flexibles capaces de iluminar el ambiente, pero con la particularidad de ser ciego. En la serie, la ceguera del personaje se traslada al personaje de su hermano Dictatious Galadrigal (el cual no existe en la novela), así como su rol de historiador de la historia trol.
- Johanah M. ¡¡¡ARRRGH!!! es adaptada como Aarghaumont "AAARRRGGHH!!!" o simplemente AAARRRGGHH!!!. Siendo en la novela una trol hembra cubierta totalmente de pelaje negro azabache y con dificultades para hablar debido a la piedra incrustada en su cabeza. En la serie, en cambio, es de género masculino, de piel gris y pelaje verde, además, si bien posee dificultades para hablar está desprovista de la piedra.

- Gunmar el Negro es descrito físicamente en la novela un ser de gran altura puede controlar su espina dorsal a voluntad, de piel color roja y con púas en su espalda, y que cuenta con seis extremidades (siendo una de ellas herida en 1979), cada cual con doble articulación. Siendo también capaz de autorreproducirse y de mutar a quienes están a su alrededor. En 1979, también, perdió uno de sus ojos por manos de ARRRGH!!!. En la serie, en cambio, es un ser de color negro y con cuernos, imponente pero no es especialmente y desprovisto de sus característicos brazos. Asimismo, posee un solo ojo, sin embargo, no se explica la ausencia del faltante.
- Jim Sturges Sr./Jimbo es el padre de Jim en la novela, quien se encarga de él y debe afrontar la desaparición de su hermano Jack a corta edad, así como el abandono de su esposa. En la serie, se opta por invertir los papeles de los padres, para dar lugar a un personaje original Barbara Lake, como la madre de Jim. El personaje de Elijah Pepperjack parece inspirado en el Jim Sturges Sr de la novela.
- El profesor Lempke es en la novela el director del museo que dirige el traslado del puente Muertenfrente y secretamente es un aliado de Gunmar. Este personaje no aparece en la serie, sin embargo, su rol está distribuido en otros personajes que son originales de la serie. Por un lado tenemos a la encargada del museo Nomura quien encubrre el plan de recobrar el puente Muertenfrente, y, por otro lado, existe el profesor Walter Strickler, quién es el director de la escuela de Jim y el principal encargado de reconstruir dicho puente.
- Jack Sturges. Hermano menor del padre de Jim y, por lo tanto, su tío, quien fuera raptado a los 13 años. Es un personaje principal de gran relevancia en la novela y que, sin embargo, es eliminado de la serie. En la serie su rol de maestro y guía se traslada a los personajes de Blinky y a Draal (personaje original de la serie).
- Ben Gulager es renombrado como Detective Scott. Siendo en la novela un policía de renombre en San Bernardino por sobrevivir a una herida de bala en la cabeza mientras estaba en servicio y se caracteriza por usar peluquín. En la serie el personaje posee una menor relevancia que en la novela y su apariencia física no posee ninguno de los rasgos descritos en la novela.
- Nancy "Nana" Dershowitz  es llamada Nancy "Nana" Domzalski. En la novela es descrita como la abuela sorda de Tubby. En la serie, en cambio, es ciega.
- El monitor deportivo Lawrence es llamado simplemente como Entrenador Lawrence. ÉL es padrastro de Steve, aunque al principio ellos no se llevaban bien, al final se hicieron muy amigos.
- Sra. Pinkton y la Sra. Leach- Sra, profesoras de Jim en Matemáticas y en teatro respectivamente , son combinadas en el personaje de la Profesora Jannet.
- El dentista Dr. Papadopoulos es nombrado como Dr. Muelas.

Otros personajes secundarios de gran relevancia para la serie que son originales de esta adaptación son Draal, Bular, Angor Rot, Morgana, Darci Scott, Mary Wang, Gnomo Chompsky, NoEnrique, Vendel, Kanjigar, el Sr. Uhl, Otto Scaarbach, Shannon Longhannon, el mago Merlín, Los hermanos Tarron y Douxie, así como otros personajes menores.

### Cambios en el argumento
La serie opta por desarrollar su propia mitología sobre los troles, la magia, y el pasado histórico, diferentes a los que propone la novela.
- No tiene nada que ver, la verdad En la novela Jim desciende del clan familiar Sturgeon, paladines cazatroles que dan caza a los Gumm- Gumm, por lo que es reclutado por su tío Jack para unirse a la cruzada familiar. Al igual que más tarde se descubre de Claire, cuya familia también fue parte de los paladines. Ambos personajes descubren a lo largo de la novela que poseen una especial capacidad para el combate que desconocían y la cual esperaba ser despertada. En la serie, en cambio, Jim es el primer cazatroles humano y se elimina por completo el personaje de Jack Sturges así como el argumento familiar que une a Jim y a Clara. Optando en cambio por una historia inspirada en las leyendas arturicas, en la que la figura del mago Merlín tiene especial relevancia y Jim debe realizar el camino del héroe para probar su valía.
- En la novela ¡¡¡ARRRGH!!! es una reconocida guerrera que fue capaz de debilitar a Gunmar el Negro por años, y por lo tanto, es su némesis. Sin embargo, tal hazaña significó que fuera gravemente herida con una roca que permanece incrustada en su cabeza e impide que hable con normalidad. En la serie, en cambio, el personaje es de sexo masculino y no se da explicación para su peculiar forma de hablar, de hecho, en la serie el personaje es un abierto pacifista, dado que posee una historia biográfica diferente. En el pasado fue el paladín de Gunmar el Negro pero prontamente abandonó la tutela del villano para dejar de lado la violencia y destrucción. En la serie se propone que el pasado del personaje fue especialmente traumático, debido a lo cual sufre de arranques de ira acompañadas de perdidas de consciencia. En la novela también se menciona que en la historia trol los grandes guerreros siempre han sido hembras, pues sus cualidades las hacen aptas para la batalla.
- En la novela durante 1979 existe una ola de desapariciones de niños debido a que son raptados por los Gumm- Gumm para alimentarse, de hecho, el argumento tras la villanía de Gunmar se debe a su histórica decisión de comer humanos, motivo por el cual la raza trol se dividió. En la serie tal argumento es eliminado.
- En la novela Gunmar el Negro fue desterrado en 1979 por Jack Sturges, tras perdonarle la vida, hasta lo más profundo de la tierra. En la serie, en cambio, el villano fue encarcelado en lo profundo de la tierra por una antigua cazatroles durante la época arturica.
- El amuleto de Jim en la novela es un traductor, por lo cual no posee ninguna de las cualidades presentadas en las serie, y mucho menos, posee una armadura y espada. En cambio, en la novela Jim posee dos espadas que le son entregadas por su tío, una larga bautizada como Spaclaire, en honor a Claire Fontaine, y una más corta bautizada como gato 16, el único gato de la abuela de Tubby que fue amistoso con él.
- En la novela Claire lleva una doble vida, fingiendo ser una niña perfecta frente a sus padres y eligiendo una personalidad más segura de sí misma en la escuela. Y, si bien, es popular no se deja llevar por la moda de las otras chicas -sobre todo en cuanto a su forma de vestir- y no tiene amigas verdaderas. En la serie, este argumento se abandona, mostrando a Clara como una chica con varias amigas populares y una buena relación familiar. Además, en la serie posee un hermano, Enrique, el cual es raptado; este argumento -basado en un hecho concreto de la novela- permite que el personaje de Clara se incorpore mucho antes en la trama de los Trolles.
- En la novela el ojo arrancado a Gunmar es de gran importancia pues mediante él los cazatroles pueden vislumbrar los planes del villano y rastrear a sus súbditos; para lo cual ARRRGH!!! debía permitir que este se incorporara a su propia carne. En la serie, este argumento es traspasado a la subtrama de Angor Rot, siendo este personaje original de la serie quien pierde uno de sus ojos.
- En la novela existen los Nullhullers, seres horrendos que son capaces de copiar a bebés humanos y cambiarlos. En la serie existen los cambiantes, y los Goblins, ambos cumplen el rol de los mencionados primeramente.
- En la novela la magia trol impide que los adultos puedan entrar al mundo subterráneo, razón por la cual Jack decide nunca vuelve a su hogar y así permanecer como niño para hacer frente al posible regreso de Gunmar. Sin embargo, este argumento jamás se menciona en la serie.
- El mundo subterráneo principal presentado en la novela corresponde a una ciudad habitada por los troles, que se encuentra ubicada bajo los puentes y el sistema de drenaje de la ciudad de San Bernardino y que en gran medida depende de la basura de los habitantes humanos. En la serie, en cambio, existe Mercadotrol Piedracorazón, un lugar mucho más esparcioso y con cultura y avances independientes a la de los humanos.
- En la novela se muestra el acoso escolar psicológico y físico que sufren Jim y Tubby por parte de Steve. En la serie, en cambio, el objetivo principal de Steve es otro personaje, Elijah Pepperjack (un personaje creado para la serie). La subtrama de la serie que involucra a Steve como antagonista de Jim y Tubby se origina cuando Jim decide enfrentarse a aquel para defender a Pepperjack, sin embargo, en la novela el acoso es sistemático desde el inicio de la historia.
- En la novela la historia se sitúa en San Bernardino, mientras que en la serie sucede en una ciudad ficticia llamada Arcadia.
- El festival de las Hojas caídas no existe en la serie.
- Los troles de la serie poseen una forma biológica basada en rocas, mientras que en la novela son seres con piel e increíblemente diversos en formas.
- En la novela el ramo que más se le dificulta Jim es Matemáticas. En la serie, en cambio, lo son las clases de español como segunda lengua.
- También, en la serie existen varias referencias a elementos argumentales de la novela a modo de easter eggs. Por ejemplo, Jimmy Lake Jr Jr, el costal de harina que Clara y Jim cuidan para un proyecto escolar, hace referencia al señuelo que crean Jim y Tubby para los troles en su Habitación, Jim Sturges Jr 2. Asimismo, el episodio en que se presenta a Gatto parece inspirado en la primera aparición de Gunmar en la novela.
- Varios elementos abandonados de la novela servirían como inspiración para el desarrollo de la serie spin-off de Los tres de abajo: Relatos de Arcadia. Tales como la figura del padre sobreprotector de Jim, que posee semejanzas con el personaje de Varvatos Vex, así como la casa llena de aparatos de seguridad de los Sturges se asemeja al sistema de protección e inteligencia artificial de la nave hogar de los hermanos Tarron.